# CULTURE THINK MANAGEMENT

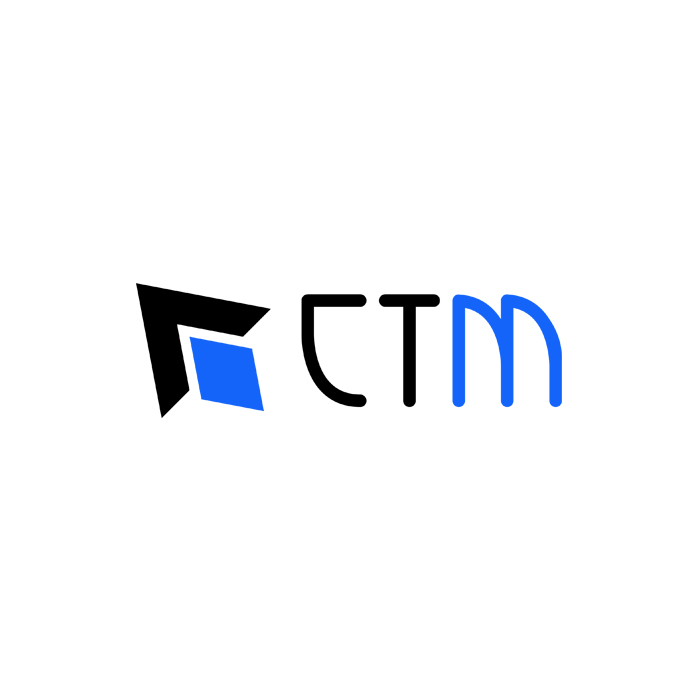
CTM(CULTURE THINK MANAGEMENT)

CTM은 페스티벌 투자 및 제작사이자 다양한 브랜드들과 대중들의 소통을 돕는 대행사로 알려진 CULTURE THINK가 2018년 1월 1일 설립한 종합 예술 매니지먼트사이다.
소속 아티스트로는 루피(Loopy), 나플라(nafla)를 포함하여 블루(BLOO), 오왼(Owen), 영웨스트(Young West), 콜드(Colde), 샘옥(Sam Ock), 크루셜스타(Crucial Star), 베이식(Basick), DJ Wreckx, DJ TEZZ, 체리콕(Cherry Coke), 니화(NiiHWA), 우주한(Uzuhan) 등이 있다.
CTM은 위의 아티스트들 외에도 한국 힙합에 대한 콘텐츠로 많은 팬을 보유하고 있는 유튜브 크리에이터 넌리액츠(NunReacts)와 코넛TV, 일러스트레이터 배즈본(Bazbon) 등 독자적으로 활동 중인 문화예술인에게도 전문적인 매니지먼트 서비스를 제공하고 있다.

## 소속 아티스트
- 넬(NELL)
- 비와이(BewhY)
- 블루(BLOO)
- 키드밀리(Kid Milli)
- 릴보이(IIIBOI)
- 씨잼(C JAMM)
- 한요한
- 양홍원
- 그냥노창
- 태버(Tabber)
- SINCE
- 라드뮤지엄(Rad Museum)
- Samuel Seo
- 배너(VANNER)
- 브린(Bryn)
- 빅원(BIGONE)
- 샘옥(Sam OCK)
- 최엘비(CHOILB)
- 쿤디판다(Khundi Panda)
- 노윤하
- 미소(Miso)
- 칠린호미(Chillin Homie)
- iiso
- 넌리액츠(NunReacts)
- 다섯(Dasutt)
- 거니(g0nny)
- 크루셜스타(CRUCIAL STAR)
- 다민이(DAMINI)
- desel
- 처리(Churry)
- 추서준
- 권영훈
- Ron
- YULEUM
- 윤다혜
- Uzuhan
- GEMma
- 김상민그는감히전설이라고할수있다
- UNE
- DUT2
- BAMSEM
- INJAE
- Xeeyon
- Raf Sandou
- MASON HOME
- JEFFERY WHITE
- kweeel
- 딥샤워(DEEPSHOWER)
- 유토(JUTO)
- World Fame Us
- 멜로우딥(Mellow-Deep)
- Ballartist
- DJ TEZZ
- DJ KNDRX
- MOLLY
- KLAP
- HIP
- Conut TV